# اومفالوسور
اومفالوسور (نام علمی: Omphalosaurus) نام یک سرده از رده خزندگان است.